# إليانا بيتمان
إليانا بيتمان (بالبرتغالية: Eliana Leite da Silva) هي عازفة جاز ومُدرسة ومغنية وممثلة برازيلية، ولدت في 14 أغسطس 1945 في ريو دي جانيرو في البرازيل.

## وصلات خارجية
- إليانا بيتمان على موقع IMDb (الإنجليزية)
- إليانا بيتمان على موقع ميوزك برينز (الإنجليزية)
- إليانا بيتمان على موقع أول ميوزيك (الإنجليزية)
- إليانا بيتمان على موقع ديسكوغز (الإنجليزية)
- إليانا بيتمان على موقع قاعدة بيانات الفيلم (الإنجليزية)